# Єлизавета Ягеллонка
Єлизавета Польська або Єлизавета Ягеллонка (пол. Elżbieta Jagiellonka, лит. Elžbieta Jogailaitė), (нар. 13 листопада 1483 — пом. 16 лютого 1517) — польська королівна та литовська княжна з династії Ягеллонів, донька короля Польщі Казимира IV та принцеси Єлизавети Габсбург, дружина герцога Легницького Фрідріха II.

## Біографія
Єлизавета народилась 13 листопада 1483 року у Кракові. Вона була тринадцятою, наймолодшою, дитиною та сьомою донькою в родині короля Польщі та великого князя Литви Казимира IV та його дружини Єлизавети Габсбург, а також третьою донькою, яка отримала ім'я Єлизавета.
Дівчинка мала старших братів Владислава, Казимира, який помер за чотири місяці після її народження, Яна Ольбрахта, Олександра, Сигізмунда та Фридеріка, а також сестер Ядвіґу, Софію, Анну та Барбару.
Батько помер, коли їй було 8 років. Матір більше заміж не виходила. Королем Польщі став брат Єлизавети Ян Ольбрахт.
Єлизавета мала близькі стосунки з матір'ю, після смерті батька постійно ставала на її бік. У 1495 році вона разом із матір'ю та сестрою Барбарою відвідали у Литві брата Олександра та його дружину Олену.
У 1496 році Йоганн, курфюрст Бранденбурзький мав намір оженити Єлизавету із своїм сином Йоакімом. У 1505—1509 роках руку Єлизавети прагнув здобути господар Молдавського князівства Богдан III Сліпий, але дівчина була категорично проти.
У 1501 році королем Польщі став Олександр, який у 1504 відписав сестрі у довічне володіння міста Ленчицю, Радом та Пшедеч. Матері не стало у 1505-му. Олександру, в свою чергу, у 1506 році наслідував брат Сигізмунд.

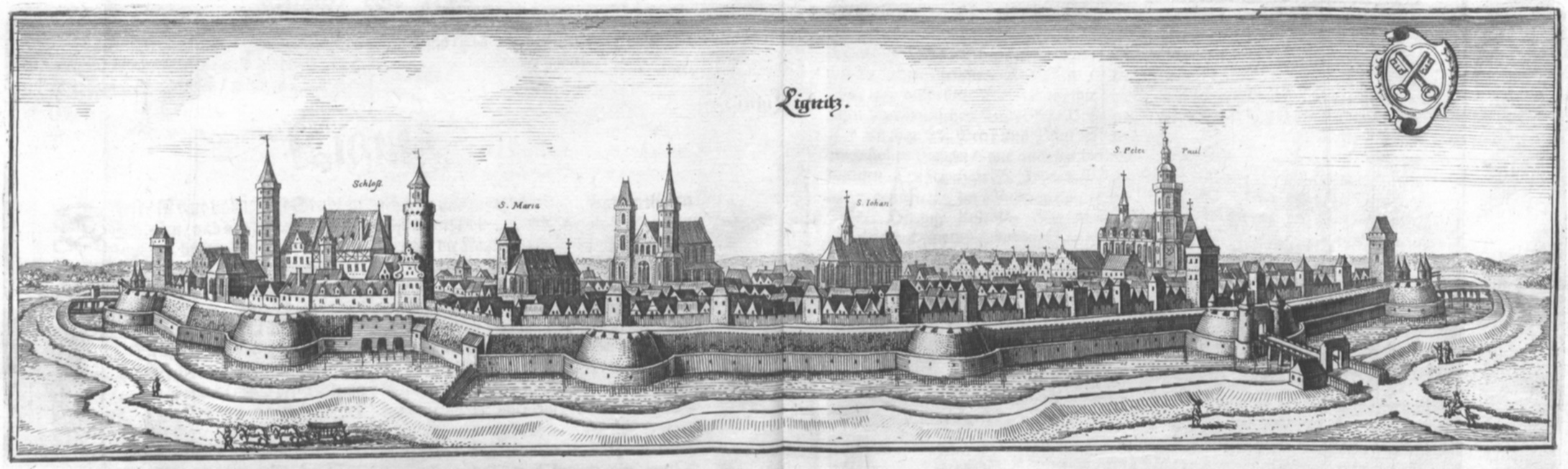
Легниця, гравюра Маттеуса Меріана-старшого

У 1515 році Єлизавета взяла шлюб із герцогом Легніцьким Фрідріхом II, який походив з родини сілезьких П'ястів. В юності він певний час провів при празькому дворі Владислава Ягеллончика. Союз був політично спланованим і мав укріпити відносини короля Сигізмунда із Легницьким герцогством. 12 вересня у Кракові було підписано шлюбний договір. Замість нареченого підписувався вроцлавський єпископ Ян Турзо. Вінчання 32-річної Єлизавети із 35-річним Фрідріхом Легніцьким відбулося 26 листопада у Легниці. Жила пара у легницькому замку П'ястів. Наступного року Єлизавета завагітніла. У подружжя народилася єдина донька Ядвіґа (2 лютого 1517), яка померла після народження.
Єлизавета пішла з життя за кілька днів після її народження. Поховали герцогиню у легніцькому косцьолі. Згодом її поховання було перенесено до церкви Святого Яна у Легніці.